# Afgebrande molen
De watermolen de Afgebrande molen in Renkum is een voormalige watermolen uit de 18e eeuw op landgoed Quadenoord nabij Everwijnsgoed. De molen wordt in de volksmond ook wel Kwadenoord 3 genoemd (naar de molens Kwadenoord 1 en 2 in de directe omgeving). Het gebruik van de molen is niet bekend. 
In diverse archiefstukken wordt verwezen naar een afgebrande molen. Volgens overlevering betrof het een halverad- of middenslagmolen omdat de beek te weinig water voerde voor een bovenslagmolen.
De precieze locatie van de molen is niet bekend: deze kon staan aan zowel de Molenbeek als de Halveradsbeek waarbij de laatste beek naar de voormalige molen zou zijn vernoemd. De molen zowel aan de Hartenseweg als aan de huidige Bennekomseweg hebben gestaan. Ook het bouwjaar is onbekend en de molen is verdwenen medio 1791.